# Myles Jack
Myles David Jack (3 settembre 1995) è un ex giocatore di football americano statunitense che ha militato nel ruolo di linebacker nella National Football League (NFL).

## Carriera universitaria
Jack al college giocò per tre stagioni (2013-2015) con gli UCLA Bruins. Nella prima fu premiato come debuttante dell'anno sia in attacco, come running back, che in difesa della Pacific-12 Conference. Nel 2015 la sua stagione si chiuse in anticipo a causa di un infortunio al ginocchio. Decise così di lasciare UCLA per concentrarsi nella riabilitazione e per preparare il debutto professionistico nella National Football League.

## Carriera professionistica

### Jacksonville Jaguars
Jack era pronosticato dagli analisti come una delle prime dieci scelte del Draft NFL 2016, con alcuni che si erano spinti fino alla quinta scelta assoluta. L'incertezza legata alle condizioni del suo ginocchio lo fece però scendere fino al secondo giro, dove fu chiamato come 36º assoluto dai Jacksonville Jaguars. Debuttò come professionista subentrando nella gara del primo turno contro i Green Bay Packers e concluse la sua stagione da rookie con 24 tackle e 0,5 sack disputando tutte le 16 partite, 10 delle quali come titolare.
Nel 2017 Jack disputò tutte le 16 partite come titolare, mettendo a segno 90 tackle e 2 sack. Un altro sack lo fece registrare nel primo turno di playoff su Tyrod Taylor dei Buffalo Bills nella vittoria per 10-3. Sette giorni dopo fece registrare un intercetto su Ben Roethlisberger, con la squadra che espugnò l'Heinz Field di Pittsburgh battendo gli Steelers per 45-42, tornando in finale di conference per la prima volta dal 1996.
Nel primo turno della stagione 2019, Jack fu espulso per avere tirato un pugno a Demarcus Robinson dei Kansas City Chiefs.

### Pittsburgh Steelers
Il 17 marzo 2022 Jack firmò con i Pittsburgh Steelers. Con essi disputò una sola stagione giocando 15 partite, di cui 13 come titolare, con 104 placcaggi. Il 16 marzo 2023 fu svincolato.

### Philadelphia Eagles
Il 6 agosto 2023 Jack firmó con i Philadelphia Eagles. Tuttavia il 20 dello stesso mese annunciò il ritiro.